# Maurice Papon

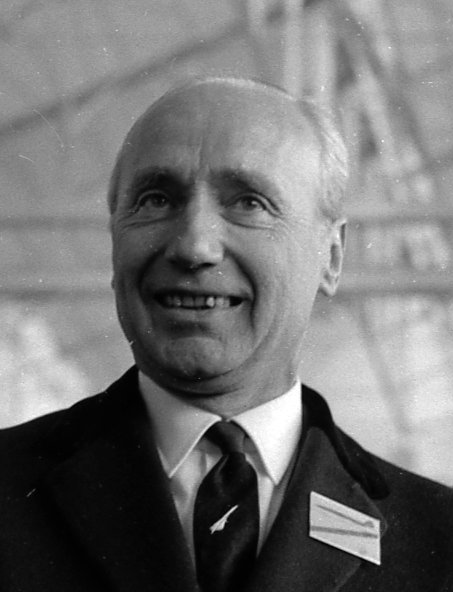
Maurice Papon bei der Vorstellung der Concorde (1967)

Maurice Papon (* 3. September 1910 in Gretz-Armainvilliers, Département Seine-et-Marne; † 17. Februar 2007 in Pontault-Combault, Département Seine-et-Marne) war ein französischer Beamter und Politiker (UDR, RPR).
Während des Zweiten Weltkriegs war er ein hoher Beamter des Vichy-Regimes. Während der deutschen Besetzung Frankreichs kollaborierte er und war für die Organisation von Deportationen von Juden im Rahmen des Holocaust verantwortlich. Nach dem Krieg setzte er seine Karriere als hoher Beamter u. a. in Französisch-Algerien fort. Von 1958 bis 1966 war er Polizeipräfekt von Paris. In dieser Position war er Hauptverantwortlicher für das Massaker von Paris an algerischen Demonstranten im Oktober 1961.
Von 1968 bis 1981 war er Abgeordneter in der französischen Nationalversammlung sowie von 1978 bis 1981 Haushaltsminister. Er wurde mit drei Stufen des Ordens der Ehrenlegion ausgezeichnet, zuletzt seit 1978 Commandeur. 1998 wurde er wegen seiner Verbrechen während der deutschen Besetzung Frankreichs zu einer zehnjährigen Gefängnisstrafe verurteilt, von der er drei Jahre verbüßte.

## Leben

### Frühe Jahre
In Papons Geburtsort Gretz-Armainvilliers war sein Vater, Jurist und Anhänger des laizistisch-bürgerlichen Parti radical, lange Zeit Bürgermeister. Zeitweise wuchs Maurice Papon in der Nähe von Reims auf, als der Vater dort eine Glasfabrik leitete. Er besuchte das Lycée Montaigne und das Lycée Louis-le-Grand in Paris, studierte nach dem Abitur ab 1929 an der Sorbonne und schloss 1932 mit der Licence in Jura ab. Teils nebenberuflich erwarb er bis 1935 noch Abschlüsse in Verwaltungsrecht, Wirtschaftspolitik sowie Soziologie und Psychologie. Zudem absolvierte er die École libre des sciences politiques (Sciences Po).
1931 begann er seine Laufbahn in der Ministerialbürokratie und trat in den Lenkungsstab (cabinet ministériel) des Luftfahrtministers ein. Politisch schloss er sich ebenfalls dem Parti radical an. Nach dem Wehrdienst 1932/1933 als Reserveoffizier in der Infanterie kam er 1935 in die Verwaltung des Innenministeriums. Er wurde Stabschef des stellvertretenden Direktors in der Abteilung für Gemeindeangelegenheiten. 1936, während der Volksfront-Regierung, wurde er Mitarbeiter von François de Tessan. Als in der Regierung von Camille Chautemps François de Tessan zum Unterstaatssekretär für auswärtige Angelegenheiten ernannt wurde, wählte er Papon zu seinem parlamentarischen Attaché. 1939 wurde Papon mobilisiert und nach Tripolis, später nach Syrien geschickt.
Nach der Niederlage Frankreichs kehrte Papon im November 1940 nach Frankreich zurück und diente dem Vichy-Regime.

### Kollaboration
Papon wurde als stellvertretender Chef des Büros an die Zentralverwaltung des Innenministeriums versetzt, bevor er 1941 zum Vizepräfekten 1. Klasse ernannt wurde. Im Mai 1942 wurde sein Vorgesetzter Maurice Sabatier (1897–1989) vom Regierungschef Pierre Laval zum Regionalpräfekten von Aquitanien ernannt. Papon wurde 1942 zum Generalsekretär der Präfektur Gironde ernannt, zuständig für jüdische Angelegenheiten. In der Region um Bordeaux, die zum deutsch besetzten Teil Frankreichs gehörte, war Maurice Papon Inspektor des Dienstes für jüdische Fragen (genaue Bezeichnung: Generalsekretär der Präfektur, zuständig für Polizei, Finanzen, Gesundheit und Jugend, Brücken- und Straßenbau, Wirtschaft, Transport und Versorgung). Unter den Begriff Transport fielen dabei auch die Judendeportationen in das Sammellager Drancy. Er sorgte ab 1942 unter anderem dafür, dass die Züge in das Lager immer möglichst voll waren, um die Transportkapazität auszunutzen. Sanatorien und Altersheime wurden zu diesem Zweck auf seine Anordnung hin durchkämmt.

### Nach dem Zweiten Weltkrieg

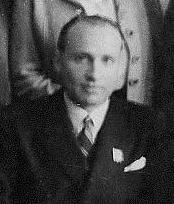
Maurice Papon in der Präfektur von Bordeaux 27. April 1945

Am Ende des Zweiten Weltkriegs konnte Papon ein Schreiben vorlegen, das ihn als Mitglied der Widerstandsbewegung auswies, datiert vom 25. Oktober 1944 und unterzeichnet von „Colonel Ollivier“, dem Gründer des lokalen Résistancenetzwerks. Die Authentizität dieses Dokuments wurde jedoch immer wieder in Zweifel gezogen und ist bis heute umstritten.
Erfolgreich verbarg Papon seine Vergangenheit als Nazi-Kollaborateur, wurde von Charles de Gaulle im Amt bestätigt und machte rasch Karriere im öffentlichen Dienst, als Präfekt von Korsika (1947–1949), Präfekt der Provinz Constantine in Algerien (1949–1951), Generalsekretär der Polizeipräfektur Paris (1951–1954), Generalsekretär des Protektorats Marokko (1954–1956) und erneut Präfekt der algerischen Provinz Constantine zur Zeit des Algerienkriegs (1956–1958).

### Polizeipräfekt von Paris (1958–1966)
Im April 1958 wurde Papon von General de Gaulle zum Polizeipräfekten von Paris ernannt. Im Juli 1961 erhielt er von de Gaulle das Kreuz der Ehrenlegion.
In jenem Jahr befand sich Frankreich in der Schlussphase des Algerienkrieges. Am 17. Oktober 1961 organisierte die algerische Befreiungsbewegung FLN eine Demonstration, nachdem mehrere Polizisten durch FLN-Attentate ums Leben gekommen waren. Die tragischen Ereignisse um jene Demonstration sollten als Massaker von Paris 1961 in die Geschichte eingehen.
Im Vorfeld der Demonstration hatte Papon erklärt: „Jeden Schlag werden wir mit zehn Gegenschlägen beantworten.“ Er bekam von der Regierung die Vollmacht, die Ruhe in den Straßen von Paris wiederherzustellen. Die Polizei eröffnete das Feuer in die demonstrierende Menge. Die darauf folgenden Ereignisse wurden niemals bis ins Letzte aufgeklärt. Erst ab den 1980er Jahren kam es zu einer Aufarbeitung und öffentlichen Debatte. Während die Polizei seinerzeit nur drei Tote zugab, sprechen unabhängige Quellen von mindestens 40 Toten, beispielsweise Jean-Paul Brunet. Le Monde und Alain-Gérard Slama sowie Linda Amiri, die in den Archiven der Polizeipräfektur von Paris recherchierte, gehen von mindestens 100 Toten aus; der Historiker Jean-Luc Einaudi schätzt die Zahl der Toten sogar auf 200 bis 300. 357 verletzte Algerier wurden in den Krankenhäusern von Paris versorgt.
Bei einer Demonstration von Gewerkschaften und der Kommunistischen Partei gegen die OAS am 8. Februar 1962 führte das Vorgehen der Polizei erneut zu neun Todesfällen. Einige der Demonstranten wurden von Polizisten zu Tode geprügelt. Als die Menge sich in Panik vor den Polizisten in den Eingang der U-Bahn-Station Charonne flüchtete, wurden dort im Gedränge weitere Menschen erdrückt (Massaker in der Metrostation Charonne).
Als Polizeipräfekt war Papon für diese Toten verantwortlich, wie unter anderem Jean-Luc Einaudi herausstellte. Andere, unter ihnen Pierre Messmer im späteren Prozess gegen Papon (siehe unten) fügten hinzu, dass auch den damaligen Premierminister Michel Debré und General de Gaulle Schuld treffe, weil sie Papon freie Hand gelassen und ihm den Rücken gestärkt hätten.

### Weitere politische Karriere
Im Januar 1967 quittierte Papon seinen Posten als Polizeipräfekt. Er wurde bis 1968 Präsident der Sud-Aviation, einer der Vorläuferfirmen der heutigen EADS, die gemeinsam mit der British Aircraft Corporation das Überschallflugzeug Concorde entwickelte.
Der enge Zusammenhalt der französischen Eliten bewirkte, dass Papon trotz seiner Verbrechen seine Musterkarriere als hoher Beamter fortsetzen konnte. Jacques Foccart gibt in seinem Tagebuch für den 11. Oktober 1968 folgendes Gespräch wieder:
- Jacques Foccart: Poujade a l’intention de proposer Papon pour le remplacer, mais il veut connaître votre avis avant.
- Charles de Gaulle: Oui, Papon, c’est tout à fait convenable, c’est sérieux. En effet, c’est une bonne idée.[6]

Übersetzung:
- Jacques Foccart: [Robert] Poujade [Schatzmeister der gaullistischen Partei] hat die Absicht, Papon als Nachfolger vorzuschlagen, aber er will erst Ihre Meinung hören.
- Charles de Gaulle: Ja, Papon, das ist völlig in Ordnung, das ist seriös. Tatsächlich, es ist eine gute Idee.

Papon war von 1968 bis 1971 Schatzmeister der gaullistischen Partei Union des démocrates pour la République (UDR). Bei der Parlamentswahl 1968 wurde er als Abgeordneter des Départements Cher in die Nationalversammlung gewählt. Ihm gelang zweimal die Wiederwahl, sodass er dem Parlament bis 1981 angehörte. Daneben war er von 1971 bis 1983 Bürgermeister der Kleinstadt Saint-Amand-Montrond im Département Cher.
Während der Präsidentschaft Valéry Giscard d’Estaings wurde Papon am 3. April 1978 Haushaltsminister in der liberal-konservativen Regierung Raymond Barres. Er diente auch als Kontaktmann zur argentinischen Militärdiktatur. Erst nach der Präsidentschaftswahl in Frankreich 1981 und dem Antritt der Linksregierung unter François Mitterrand endete Papons politische Karriere, und im selben Jahr wurde in Bordeaux ein erstes Verfahren gegen ihn eröffnet – wegen seiner Rolle bei den Judendeportationen von 1942 bis 1944. Es sollte jedoch noch weitere 16 Jahre dauern, bis Papon sich dafür vor Gericht zu verantworten hatte.

### Prozess wegen Verbrechen gegen die Menschlichkeit
Nach und nach wurde Papons Mitverantwortung am Holocaust aufgedeckt. Sein Prozess begann am 8. Oktober 1997 nach langem juristischen Streit. Er wurde am 2. April 1998 der Mitwirkung an Verbrechen gegen die Menschlichkeit für schuldig befunden und zu zehn Jahren Gefängnis sowie dem Verlust der bürgerlichen Ehrenrechte verurteilt.
Der Prozess war der längste in der Geschichte Frankreichs. Für die Franzosen hatte er unterschiedliche Bedeutung: Für einige war es die letzte Gelegenheit, die Geschichte der Kollaboration vor Gericht aufzuarbeiten. Papons Arroganz, seine Verachtung für das Gericht und seine Weigerung, sich zu entschuldigen oder Reue zu zeigen, verabscheuten viele Menschen. Umstritten war die Frage nach der Verantwortung einer Person in einer Kette von Verantwortlichkeiten. Die Ankläger beantragten eine 20-jährige Haftstrafe.
Papon wurde für schuldig befunden, in der Zeit von 1942 bis 1944 die Festnahme und Deportation von 1.560 Juden, darunter Kinder und alte Menschen, angeordnet zu haben. Die meisten dieser Menschen wurden nach Auschwitz deportiert.
1999 trat Papon die Gefängnisstrafe an. Eine Begnadigung Papons wurde vom französischen Präsidenten Jacques Chirac am 7. März 2000 abgelehnt. 2002 wurde sie wegen seines Gesundheitszustandes beendet, was heftige Kritik hervorrief. Die Freilassung wurde möglich durch das am 4. März 2002 verabschiedete Kouchner-Gesetz (loi Kouchner), benannt nach Bernard Kouchner. Danach können Gefängnisinsassen entlassen werden, wenn sie an lebensbedrohenden Krankheiten leiden oder ihre Gesundheit durch die Haft beeinträchtigt würde. Papon war der zweite Häftling, der von diesem Gesetz profitierte.

### Lebensende
Papon lebte nach der Haftentlassung vier weitere Jahre in seinem Geburtsort, dem Pariser Vorort Gretz-Armainvilliers. Am 8. Februar 2007 wurde er wegen Herzproblemen in eine Klinik östlich von Paris eingeliefert, wo er am 17. Februar im Alter von 96 Jahren starb. Der Spiegel schrieb im Nachruf über Papon: „Er war der Inbegriff des französischen Staatsdieners, hochkultiviert, brillant und bei Bedarf ohne jeden Skrupel.“
Das Pariser Tribunal de Grande Instance (TGI) beschloss im Oktober 2004, dass der Kabelfernsehsender Histoire wesentliche Teile der Video-Aufzeichnungen aus dem Papon-Prozess, insgesamt 80 Stunden, ausstrahlen dürfe. Das Berufungsgericht (Cour d’appel) bestätigte die Entscheidung. Die Ausstrahlung erfolgte im Februar und März 2005. Das Material wurde auch im Internet publiziert. Im Februar 2007 wurden die Aufnahmen des Prozesses in voller Länge auf der Website des Institut national de l’audiovisuel (INA) zur Verfügung gestellt.